# Parrocchia di Saint Mark (Dominica)
La parrocchia di Saint Mark si trova nella parte meridionale dell'isola di Dominica e conta 1.891 abitanti.
Confina a nord con Saint Luke e ad est con Saint Patrick.

## Località
Il centro più importante è Soufrière, con 1.416 abitanti. Tra le altre località ci sono:
- Scotts Head
- Gallion